# Anton Allemann
Anton „Toni” Allemann (Solothurn, 1936. január 6. – Klosters, 2008. augusztus 3.) svájci labdarúgócsatár.
A svájci válogatott tagjaként részt vett az 1962-es labdarúgó-világbajnokságon.